# Huracán de Galveston (1915)
El huracán de Galveston de 1915 fue un mortal huracán que golpeó las Islas de Barlovento, La Española, Cuba, Jamaica y el Sur central de Estados Unidos a mediados de agosto del año 1915. Quince años después del devastador huracán de 1900, Galveston fue golpeada por olas de 6,4 m que fueron atenuadas por el flamante rompeolas, pero sobre que cambiaron la conformación de la costa. El 18 de agosto, 92,5 m de playa se erosionaron al punto de transformarse en una barra arenosa alejada de la costa, que luego se rellenaría, pero sin volver a su estructura original. El ciclón de 1915 causó Gran destrucción a su paso, dejando entre 275 y 400 muertes y US$50 millones (de 1915, US$ 1.000 millones de 2010) de daños.

## Historia meteorológica

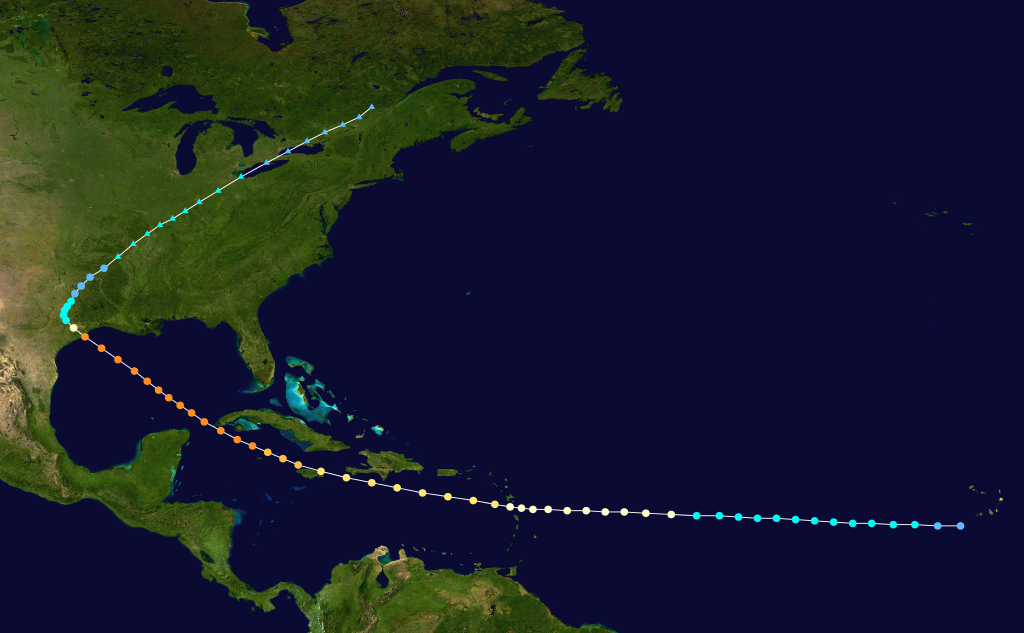
Trayectoria del huracán de 1915.

El huracán de 1915 fue del tipo Cabo verde. Se lo detectó como tormenta tropical con trayectoria hacia el Oeste el día 5 de agosto. El día 10 se le observó oficialmente, ya con categoría 1, centrado al Norte de Barbados. Al día siguiente, el ojo del huracán pasó al Sur de las Islas Vírgenes y Puerto Rico. Una estación meteorológica en San Juan registró una presión atmosférica de 987 hPa y vientos de 110 km/h. El ciclón continuó en trayectoria hacia el Oeste a una velocidad de entre 25 y 30 km/h, rozando a Haití para luego tocar tierra en Jamaica, donde las lecturas barométricas mostraron una presión de 983 hPa. Luego el ciclón viró levemente en dirección oeste-noroeste rozando a Cuba en su trayectoria. Sin haberse debilitado por su contacto con tierra en Jamaica, el huracán se ubicaba cerca de la Isla de la Juventud, Cuba, el 14 de agosto. Para el día siguiente, se encontraba sobre el centro del golfo de México, aún moviéndose en dirección noroeste y ya el día 16 se acercaba a la costa de Texas, Estados Unidos, donde alcanzaría su pico máximo con vientos de 215 km/h. El 17 de agosto el ciclón tocó tierra al Sureste de Galveston, Texas, registrando una presión de 940 hPa y velocidad del viento de 215 km/h. Luego de pasar por Galveston, la moribunda tormenta dio un giro hacia el Noreste y pasó sobre Houston como huracán de categoría 1 antes de disminuir a fuerza de tormenta tropical ese mismo día. El 20 de agosto, la tormenta pasó sobre Misuri y el valle del río Ohio antes de hacer una transición a sistema extratropical el día 23.

## Preparativos
Cuando la tormenta se detectó el 5 de agosto, se comenzó a emitir advertencias a las estaciones meteorológicas en los Estados Unidos y para Haití y Cuba el 11 de agosto. Sin embargo, no se tienen registros de evacuaciones en ninguno de los dos últimos. Después de golpear Jamaica, los meteorólogos predijeron que el ciclón podría impactar el Sur o el Oeste de Cuba. Se comenzó a emitir advertencias de tormenta tropical para los Cayos de la Florida y Miami entre los días 12 y 13, con suficiente antelación debido a los intereses navieros allí.
Tal como se había previsto, la trayectoria del huracán se desplazó hacia el Oeste el día 13 y en la tarde de ese mismo día comenzaron las advertencias de huracán, que incluían el panhandle de Florida. Sin embargo, para el 14 de agosto, la trayectoria del huracán no se curvó tan hacia el norte y las advertencias allí fueron cesadas. Debido a que el huracán de 1915 era de grandes dimensiones (aunque desconocidas a ciencia cierta), se emitieron advertencias de tormenta tropical para la costa de Luisiana hasta el panhandle de Florida. Luego, se agregaron advertencias para Brownsville, Texas. Conforme transcurrían las horas, se hizo evidente que el ciclón tocaría tierra en Texas y se cambiaron las advertencias para toda la costa texana. Las advertencias continuaron incluso después de que el huracán tocara tierra y hasta su disipación el 23 de agosto.

## Impacto
El huracán de 1915 tomó una trayectoria similar al de 1900. Sin embargo afectó una gran área, ya que trajo fuertes vientos e intensas lluvias a las Islas de Barlovento, Puerto Rico, Jamaica y Cuba. Cuando el ciclón tocó tierra en Galveston, trajo consigo lluvias y vientos intensos dejando daños por US$ (2010) 1.000 millones. Pero, a diferencia del huracán de 1900, solo 11 personas resultaron muertas en la zona de la ciudad de Galveston, debido al rompeolas construido luego del desastre de 1900.

### Mar Caribe
El huracán dejó daños moderados a su paso por el mar Caribe. En Martinica, el ciclón causó inundaciones en muelles y hundió varias embarcaciones pequeñas, aunque, en general, el daño fue mínimo. En las Islas de Barlovento y Puerto Rico, los daños fueron similares, aunque no se dispone de datos monetarios. En Jamaica y Haití, hubo serios daños en cosechas sin reportes de muertes. No obstante, en Cuba el daño fue severo. El huracán devastó el pueblo de Cabo de San Antonio y destruyó un faro y todo el equipamiento meteorológico de la Oficina de Meteorología de Estados Unidos. Mar adentro, el huracán hundió o dañó dos goletas, pero no hubo pérdidas humanas. Se desconoce el número de fallecidos en Cuba.

### Canal de Yucatán y golfo de México
Aunque el huracán no tocó tierra en la parte occidental de Cuba, los Cayos de Florida o la península de Yucatán, las bandas externas del ciclón produjeron vientos con fuerza de tormenta tropical y chaparrones aislados. En Cayo Hueso, se reportaron vientos con fuerza de temporal pero no hubo informes de daños. Las embarcaciones atrapadas en la tormenta sufrieron daños moderados. En el golfo de México, sin embargo, el huracán hundió al vapor estadounidense Marowjine en ruta hacia Belice. Aunque éste contaba con radios, su hundimiento fue inevitable, así como la muerte de sus 96 pasajeros y tripulantes. En el sector norte del Golfo, una goleta se hundió a varios kilómetros al sur de Mobile, Alabama, con 3 muertes. Dos víctimas mortales más hubo en la costa frente a Pensacola, Florida, al encallar un bote de pesca. Además, se perdió otra goleta pero su tripulación se salvó. En total, la tormenta dejó 101 muertes en el golfo de México y el canal de Yucatán.

### Luisiana
Las bandas externas del huracán causaron fuertes lluvias y vientos con intensidad de temporal al estado de Luisiana, EE. UU..
Los daños se limitaron a la agricultura local y a las marismas litorales. No hubo reportes de víctimas mortales.

### Texas

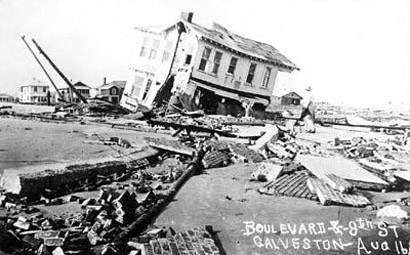
Daño causado por la marejada ciclónica.

El huracán tocó tierra en la costa texana con vientos de 215 km/h, es decir, con una intensidad de categoría 4. Las áreas más castigadas fueron las de Galveston y Houston. En Galveston hubo solo 11 víctimas, hecho atribuible al rompeolas que se había construido luego del huracán de 1900. Además hubo 42 en la  Isla de Galveston y 62 en alta mar, con unas 102 personas desaparecidas. El daño total fue de US$56 millones (1915).
Se registraron vientos de 200 km/h en Galveston y una marejada ciclónica de 5 metros, que provocó inundaciones. La goleta Crockett de 4 mástiles quedó destrozada al ser levantada por la marejada y arrojada sobre el rompeolas. Éste resistió, evitando una devastación como la de 1900, aunque las calles contiguas se vieron erosionadas. Además, se perdió una playa de casi 100 metros de ancho entre la costa y el rompeolas, convirtiéndose en una barra arenosa paralela a la costa.
La inundación de casi 2 metros dañó numerosos locales comerciales en la ciudad. En Fort Crockett, los fuertes y gran cantidad de equipamiento militar fueron afectados dejando un saldo de US$ 1 millón (1915) en daños. Entre 250 y 300 casas resultaron afectadas por encontrarse fuera del área de protección del rompeolas.
En Houston, la tormenta trajo consigo vientos de 130 km/h y aunque dejó US$ 1 millón (1915) en daños, no se informó de víctimas fatales. Gran parte de la cosecha de arroz y algodón fue afectada significativamente.

### Otras zonas
Los remanentes del huracán produjeron intensas lluvias en los estados del Medio Oeste y el Valle del Ohio en Estados Unidos antes de disiparse completamente el 23 de agosto. Las precipitaciones causaron daños significativos desde Misuri hasta Nueva York, aunque se desconocen reportes de daños personales.

### Repercusiones
Luego del paso del ciclón, estallaron una serie de incendios en Galveston. La ayuda llegó lentamente debido a la destrucción de la carretera que unía a Galveston con la parte continental de Texas. Se calcula que el costo por la reparación del puente ascendió a los US$500 mil (1915). Además se vio afectado el suministro de agua potable, el servicio postal y las emisiones radiales.